# 粮储水利道
粮储水利道，清朝设置的道，属于云南省。
顺治十七年（1660年）设雲南粮储水利道，驻云南府，康熙二十二年（1683年）三藩之乱後，开始分巡地方事务。改为分守苍梧道。雍正三年（1725年），改为分守道。乾隆三十三年（1768年），兼分巡云南府、武定府二府事务。乾隆三十四年（1769年）为督理云南屯田粮储分巡云武二府兼管水利道，乾隆三十五年（1770年），下辖云南府、武定直隶州。後称分守粮储道管辖云武等处地方兼管屯田水利事务。民国改为滇中道。